# Hynobius arisanensis
Espèce
Statut de conservation UICN

 VU B1ab(iii)+2ab(iii) : Vulnérable
Hynobius arisanensis est une espèce d'urodèles de la famille des Hynobiidae.

## Répartition
Cette espèce est endémique de Taïwan. Elle se rencontre au-dessus de 1 800 m d'altitude dans les Ali Shan, Yu Shan et Pei Ta Wu Shan.

## Étymologie
Son nom d'espèce, composé de arisan et du suffixe latin -ensis, « qui vit dans, qui habite », lui a été donné en référence au lieu de sa découverte, la ville d'Arisan.

## Publication originale
- Maki, 1922 : Notes on the salamanders found in the Island of Formosa. Zoological Magazine, Tokyo, vol. 34, p. 635-639 (texte intégral).